# چمدان (کتاب)
چمدان نام کتابی است از بزرگ علوی (۱۳ بهمن ۱۲۸۲، تهران – ۲۸ بهمن ۱۳۷۵ برلین) ملقب به آقا بزرگ علوی. مجموعه چمدان همانند دیگر آثار علوی به سبک رئالیسم(واقع گرایانه) نگاشته شده است. این کتاب حدود هفت داستان کوتاه را در خود جای داده است که هر کدام جذابیت و دنیای خود را دارند.